# District de Malësi e Madhe

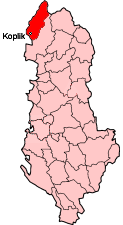

Le district de Malësi e Madhe est un des 36 districts de l'Albanie. Sa superficie est de 897 km2 et il compte 55 000 habitants. La capitale du district est Koplik. Le district dépend de la préfecture de Shkodër.
Le district est mitoyen des districts albanais de Shkodër et de Tropojë. Il a une frontière avec le Monténégro.